# Championnat de France féminin de rugby à XV 2017-2018
 (septembre 2017).
Si vous disposez d'ouvrages ou d'articles de référence ou si vous connaissez des sites web de qualité traitant du thème abordé ici, merci de compléter l'article en donnant les références utiles à sa vérifiabilité et en les liant à la section « Notes et références ».
Navigation
Élite 1 Top 8 2016-2017 Élite 1 2018-2019
Le championnat de France féminin de rugby à XV 2017-2018 ou Élite 1 Top 8 2017-2018 est la quarante-septième édition du championnat de France féminin de rugby à XV. Elle oppose les huit meilleures équipes françaises féminines de rugby à XV. Le Montpellier RC remporte la compétition, après une finale gagnée face au Stade toulousain.
Lors de la Nuit du rugby 2018, Caroline Drouin, demi d'ouverture du Stade rennais rugby, est élue meilleure joueuse du championnat.

## Participants
Pour la saison 2017-2018, le Top 8 est constitué de la façon suivante :
- Les 7 premiers clubs du championnat Top 8 2016-2017.
- Le club vainqueur de l'Élite 2 2016-2017.

| \| Blagnac Bobigny Bayonne Lille Montpellier Romagnat Rennes Toulouse \| Localisation des clubs (2017-2018) |
| Blagnac Bobigny Bayonne Lille Montpellier Romagnat Rennes Toulouse                                          |

| Club                            | Dernière montée | Classement en 2016-2017 | Entraîneur                                                    | Stade                                          | Capacité théorique |
| ------------------------------- | --------------- | ----------------------- | ------------------------------------------------------------- | ---------------------------------------------- | ------------------ |
| Association sportive bayonnaise | 2017            | 1re D2                  | Jean-Michel Gonzalez Christophe Domingo Jean-Matthieu Alcalde | Stade Pierre-Cacareigt                         | 1 200              |
| Blagnac rugby féminin           | 2009            | 3e                      | Nicolas Tranier Jean Lassere                                  | Stade Ernest-Argelès                           | 2 000              |
| AC Bobigny 93 rugby             | 2012            | 6e                      | Alexandre Gau                                                 | Stade Henri Wallon                             | 1 000              |
| Lille Métropole RC villeneuvois | 2011            | 1er                     | Damien Couvreur                                               | Terrain Emmanuel Thery Stadium Lille Métropole | 0 000 18500        |
| Montpellier rugby club          | 2005            | 2e (Champion)           | Patrick Raffy Olivier Clessienne                              | Stade Sabathé                                  | 8 000              |
| Stade rennais rugby             | 2005            | 5e                      | Vincent Brehonnet Vincent Herbst                              | Stade du Commandant Bougouin                   | 4 000              |
| ASM Romagnat rugby féminin      | 2016            | 7e                      | Fabrice Ribeyrolles Martín Scelzo                             | Stade Michel Brun                              | 0 000              |
| Stade toulousain rugby féminin  | 2015            | 4e                      | Pierre Marty Anthony Granja                                   | Stade Ernest-Wallon                            | 19 500             |

## Résumé des résultats

### Phase régulière
La compétition se déroule sous la forme d'une poule de 8 équipes en matchs « aller-retour ».

### Classement de la phase régulière
| Rang | Club                            | J  | V  | N | D  | Bo | Bd | Pm  | Pe  | Diff | Pts |
| ---- | ------------------------------- | -- | -- | - | -- | -- | -- | --- | --- | ---- | --- |
| 1    | Montpellier RC T                | 13 | 11 | 0 | 2  | 7  | 1  | 391 | 171 | +220 | 52  |
| 2    | Lille MRC villeneuvois          | 13 | 11 | 0 | 2  | 3  | 2  | 300 | 172 | +128 | 49  |
| 3    | Stade toulousain                | 13 | 8  | 1 | 4  | 4  | 3  | 235 | 155 | +80  | 41  |
| 4    | Blagnac RF                      | 13 | 8  | 0 | 5  | 2  | 3  | 264 | 224 | +40  | 37  |
| 5    | Stade rennais                   | 13 | 6  | 0 | 7  | 2  | 3  | 264 | 245 | +19  | 29  |
| 6    | Association sportive bayonnaise | 13 | 3  | 0 | 10 | 1  | 4  | 182 | 332 | -150 | 17  |
| 7    | AC Bobigny 93                   | 13 | 2  | 0 | 11 | 1  | 3  | 174 | 311 | -137 | 12  |
| 8    | ASM Romagnat                    | 13 | 2  | 1 | 10 | 1  | 1  | 134 | 349 | -215 | 12  |

### Phase finale
- Les clubs classés 1er, 2e, 3e et 4e du championnat sont qualifiés pour les demi-finales.

|  | Demi-finales                | Demi-finales                | Demi-finales           | Demi-finales           |                |                | Finale                                           | Finale                                           | Finale                                           | Finale                                           |
|  |                             |                             |                        |                        |                |                |                                                  |                                                  |                                                  |                                                  |
|  | 29 avril et 6 mai 2018      | 29 avril et 6 mai 2018      | 29 avril et 6 mai 2018 | 29 avril et 6 mai 2018 |                |                | 13 mai 2018 au stade Albert-Domec de Carcassonne | 13 mai 2018 au stade Albert-Domec de Carcassonne | 13 mai 2018 au stade Albert-Domec de Carcassonne | 13 mai 2018 au stade Albert-Domec de Carcassonne |
|  | [1]* Montpellier RC         | [1]* Montpellier RC         | 22                     | 21                     |                |                | 13 mai 2018 au stade Albert-Domec de Carcassonne | 13 mai 2018 au stade Albert-Domec de Carcassonne | 13 mai 2018 au stade Albert-Domec de Carcassonne | 13 mai 2018 au stade Albert-Domec de Carcassonne |
|  | [1]* Montpellier RC         | [1]* Montpellier RC         | 22                     | 21                     |                |                | 13 mai 2018 au stade Albert-Domec de Carcassonne | 13 mai 2018 au stade Albert-Domec de Carcassonne | 13 mai 2018 au stade Albert-Domec de Carcassonne | 13 mai 2018 au stade Albert-Domec de Carcassonne |
|  | [4] Blagnac rugby féminin   | [4] Blagnac rugby féminin   | 22                     | 19                     |                |                | 13 mai 2018 au stade Albert-Domec de Carcassonne | 13 mai 2018 au stade Albert-Domec de Carcassonne | 13 mai 2018 au stade Albert-Domec de Carcassonne | 13 mai 2018 au stade Albert-Domec de Carcassonne |
|  | [4] Blagnac rugby féminin   | [4] Blagnac rugby féminin   | 22                     | 19                     | Montpellier RC | Montpellier RC | 15                                               | -                                                |                                                  |                                                  |
|  | 29 avril et 6 mai 2018      |                             |                        |                        | Montpellier RC | Montpellier RC | 15                                               | -                                                |                                                  |                                                  |
|  |                             |                             | Stade toulousain       | Stade toulousain       | 12             | -              |                                                  |                                                  |                                                  |                                                  |
|  | [2]* Lille MRC villeneuvois | [2]* Lille MRC villeneuvois | Stade toulousain       | Stade toulousain       | 12             | -              | 6                                                | 19                                               |                                                  |                                                  |
|  | [2]* Lille MRC villeneuvois | [2]* Lille MRC villeneuvois |                        |                        |                |                |                                                  | 19                                               |                                                  |                                                  |
|  | [3] Stade toulousain        | [3] Stade toulousain        | 3                      | 24                     |                |                |                                                  |                                                  |                                                  |                                                  |
|  | [3] Stade toulousain        | [3] Stade toulousain        | 3                      | 24                     |                |                |                                                  |                                                  |                                                  |                                                  |

* Équipe recevant au match retour